# Jonathan Hyde
Jonathan Hyde (ur. 21 maja 1948 w Brisbane, Australia) – brytyjski aktor australijskiego pochodzenia. Zasłynął głównie z ról drugoplanowych, z których największą sławę przyniosła mu postać Bruce’a Ismaya w filmie Titanic oraz podwójna rola w filmie Jumanji.
Przyjechał do Londynu w latach 60. by studiować w Royal Academy of Dramatic Art (RADA). Otrzymał tamże Bancroft Gold Medal za świetne wyniki egzaminu kończącego (1972).  Jest członkiem Royal Shakespeare Company.